# Ricardo Viana Vargas
Ricardo Viana Vargas (Belo Horizonte, 1972. április 8. –) brazil szerző és vegyészmérnök, a Project Management Institute igazgatója, ő az első latin-amerikai, aki betöltötte ezt a posztot.

## Bibliográfia
- Planning in 140 Tweets (ISBN 9781628250169)
- Planejamento em 140 Tweets (ISBN 9788574525716)
- Planificación en 140 Tuits (ISBN 9781631027543)
- Manual Prático do Plano de Projeto – (ISBN 978-85-7452-430-6)
- Practical Guide to Project Planning (ISBN 1420045040)
- Análise de Valor Agregado em Projetos 5a Edição (ISBN 9788574524696)
- Gerenciamento de Projetos: Estabelecendo Diferenciais Competitivos – (ISBN 9788574522999)
- Gerenciamento de Projetos: Estratégia, Planejamento e Controle (ISBN 8585840773)
- Microsoft Project 2013 Standard, Professional and Pro to Office 365 (ISBN 9788574526232)
- Microsoft Project 2010 Standard e Professional (ISBN 9788574524689)
- Microsoft Office Project 2007 – (ISBN 978-85-7452-315-6)
- Microsoft Office Project 2003 Standard, Professional e Server (ISBN 857452168X)
- Microsoft Project 2002 (ISBN 8574521159)
- Microsoft Project 2000 – (ISBN 85-7452-056-X)